# 47862 Nancyramos
47862 Nancyramos este o planetă minoră (asteroid), cu un diametru de 6,286 km, din centura de asteroizi. A fost descoperită pe 2 martie 2000 la Catalina Station⁠(d) de Catalina Sky Survey. 
Obiectul prezintă o orbită caracterizată de o semiaxă mare de 2,8850758016522 UAi, o excentricitate de 0,13168825987885, o înclinație de 12,658049760075 ° în raport cu ecliptica.